# Homoeomma brasilianum
Homoeomma brasilianum är en spindelart som först beskrevs av Chamberlin 1917.  Homoeomma brasilianum ingår i släktet Homoeomma och familjen fågelspindlar. Inga underarter finns listade i Catalogue of Life.